# Даніель Обер
Даніе́ль-Франсуа́-Еспрі́ Обе́р (29 січня 1782 , Кан  — 12 травня 1871 , IX округ Парижа ) — французький композитор, майстер французької комічної опери, основоположник жанру французької «великої опери», автор колишнього французького гімну «La Parisienne».

## Біографія
Обер народився 29 січня 1782 року в Кані, Нормандія, Франція. Його батько був художником-аматором, захоплювався музикою, грав на скрипці. Сім'я Обера довгий час займалась торгівлею предметами мистецтва та володіла антикварним магазином. Попри те, що батьки призначали йому ділову кар'єру, юному Оберу дозволяли займатися музикою, до якої він з дитинства виявляв талант. Вже в ранньому віці Обер грав на кількох музичних інструментах; першим його вчителем музики був тірольський композитор Йозеф Алоїс Ладурнер. У віці 20 років Обера відіслали до Лондона, щоб він міг продовжити свою освіту. 1804 року він змушений повернутися назад у зв'язку з розривом між Англією та Францією Ам'єнського миру.

### Початок кар'єри
У цей час він почав займатися музикою та за пропозицією віолончеліста Ламара написав кілька концертів для віолончелі, які той видав за свої. Концерти мали успіх, секрет їх авторства недовго зберігався в таємниці, і Оберу надійшло кілька замовлень на концерти для скрипки від скрипаля Мазаса.
Перші успіхи в музиці спонукали Обера спробувати свої сили в оперному жанрі й 1805 року він написав свою першу оперу «Хвилинна омана» (фр. «L'erreur d'un moment»). Перша постановка опери, назву якої змінили на «Жулі» (фр. «Julie») була здійснена 1811 року аматорами, в будинку герцога Шім'ї в Бельгії; концертмейстером постановки був французький художник Жан-Огюст-Домінік Енгр. Серед слухачів був італійський композитор Луїджі Керубіні, який потім прийняв його в число своїх учнів.

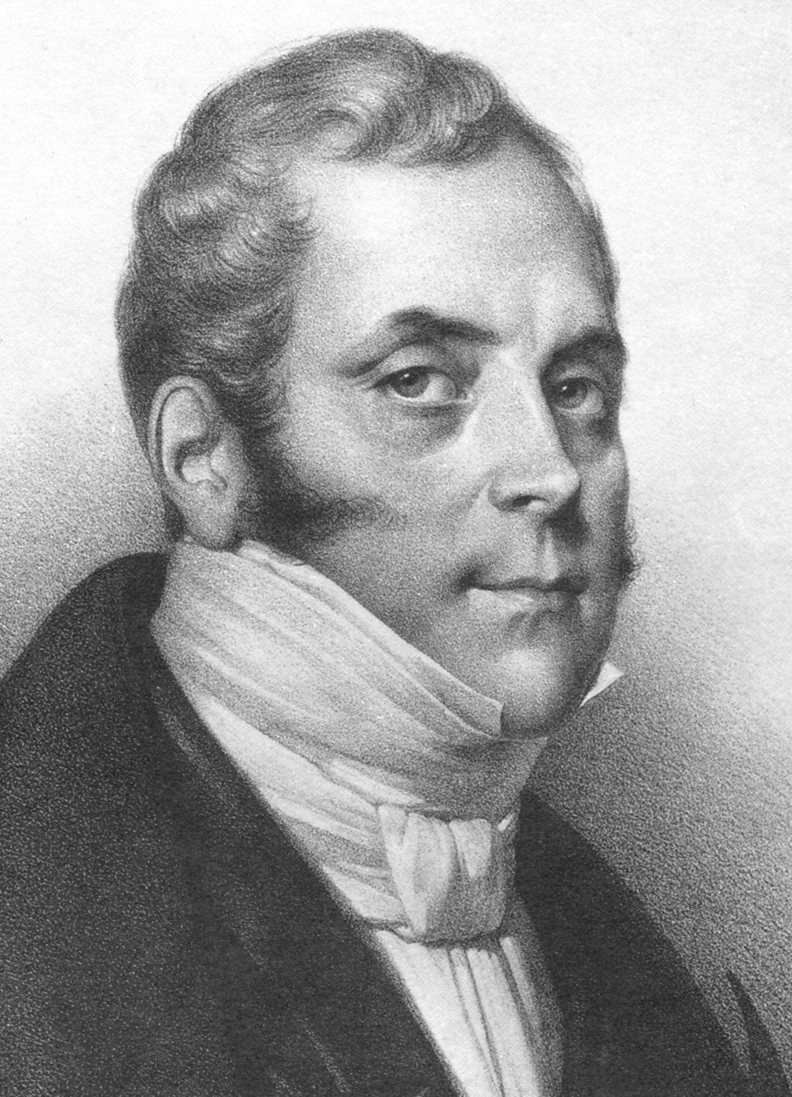
Молодий Обер

Наступну свою оперу «Жан де Кувен» («Jean de Couvin») Обер написав у вересні 1812 року. Її постановка, також здійснена в будинку герцога Шім'ї, пройшла з великим успіхом. Однак постановка його третьої опери «Військове життя» (фр. «Le sejour militaire») (1813), написаної для публічного виконання у «Theatre Feydau», провалилась, публіка поставилася до неї неприхильно. Такий прийом настільки засмутив композитора, що відвернув його від написання музики на кілька років. Але невдачі в бізнесі та смерть батька 1819 року спонукали його повернутись до музики. Того ж року він написав оперу «Заповіт і любовні записки» (фр. «Le testament et les billets-doux»), яка також була неприязно зустрінута публікою. Наступного року Обер створив трьохактну оперу «Пані-пастушка» (фр. «La bergère châtelaine»), яка стала початком сходження до слави.

### Успіх і визнання
1822 року почалась його співпраця з французьким драматургом Еженом Скрібом, який виступив лібретистом опер Обера. Опера «Лейчестер або Кенільвортський замок» (фр. «Leicester ou Le Château de Kenilworth») (1823) стала їхньою першою спільною роботою.
Двома роками пізніше опера «Каменяр» (фр. «Le maçon») (1825) стала першим визначним твором, міцно зайнявши місце у французькому оперному репертуарі протягом усього XIX століття та витримавши 525 подань в «Opera Comique» (останнє представлення відбулося 1896 року).
29 лютого 1828 року в «Opera Comique» відбулась прем'єра його опери «Німа з Портічі» (фр. «La muette de Portici»), відома також під назвою «Мазаньєлло». Вона швидко стала надзвичайно популярною у всій Європі. Побудована на яскравих контрастах (повстання неаполітанських рибалок проти іспанського панування), пройнята революційними настроями, опера імпонувала слухачам, викликаючи часом маніфестації на спектаклях. Дует з опери «Amour sacre de la patrie» був сприйнятий як нова Марсельєза, а виконання опери в Брюсселі 25 серпня 1830 року, в якій головну партію виконував тенор Адольф Нуррі, послужила сигналом до початку революції, що привела до відділення Бельгії від Нідерландів.
Ця опера увійшла також в історію як спроба створення масштабної історичної музичної драми. Завдяки їй на сцені паризької «Opera» з'явилися нове освітлення та стали застосовуватися технічні спецефекти.
1829 року Обера обирають членом Французької академії. 28 січня 1830 року відбулась прем'єра опери «Фра-Диявол» (фр. «Fra-Diavolo»), яка й донині входить у репертуар світових оперних театрів. Аж до 1911 року опера витримала 909 постановок. Її французька та німецька версії були настільки популярні, що в 1856—1857 роках Даніель створив її італійський варіант у жанрі опера-буфа, додавши кілька додаткових номерів і замінивши розмовні діалоги речитативами. Прем'єра італійського варіанту відбулася у Лондонському театрі «Ліцеум» (The Lyceum; Ковент-Гарден до цього згорів при пожежі) 9 липня 1857 року. У Росії постановка цієї опери була дозволена тільки 1857 року під назвою «Палермського бандити».
У тому ж році Обер зайняв пост директора придворних концертів.
20 червня 1831 року відбулась прем'єра опери «Любовний напій» (фр. «Le philtre»), головну партію виконав Адольф Нуррі. Лібрето опери було переведено на італійську мову та використано Доніцетті в його опері «Любовний напій» (італ. «L'elisir d'amore»).
27 лютого 1833 року з тріумфом пройшла друга «велика» опера Обера, «Густав III» (фр. «Gustave III»). Лібрето цієї опери використовувалося іншими композиторами двічі: Саверіо Меркаданте в опері «Регент» (італ. «Il reggente») і Джузеппе Верді в опері «Бал-маскарад» (італ. «Un ballo in maschera»). У Парижі відбулося 169 вистав, тоді як у Лондоні опера витримала 235 постановок.

### Завершення кар'єри

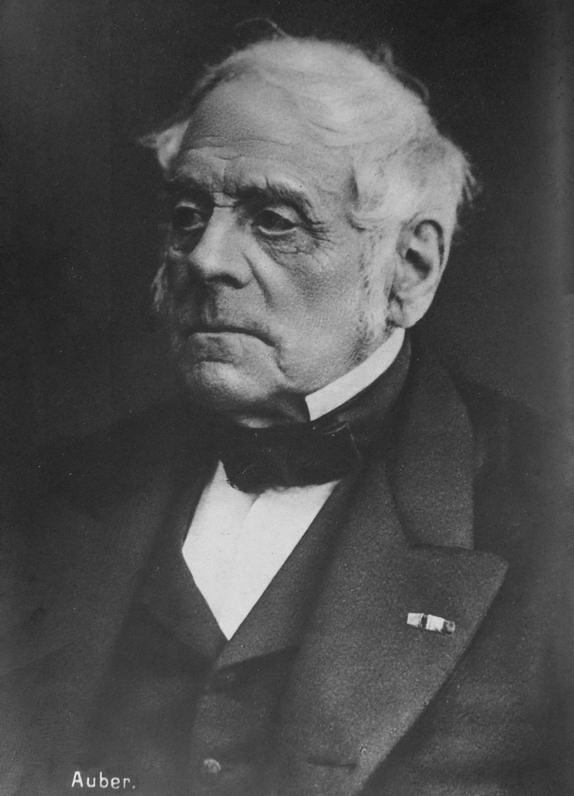
Обер на поштовій картці 1910 року

Обер продовжив написання опер в 1830-х і 1840-х роках: «Бронзовий кінь» (фр. «Le cheval de bronze») (1835), «L'ambassadrice» (1836), «Алмаз корони» (фр. «Les diamants de la couronne») (1841), «Диявольська частка» («La part du diable») (1843) та деякі інші. З їхнього ряду виділяється «Чорне доміно» (фр. «Le domino noir») (1837), яка аж до початку Першої світової війни не сходила з паризької оперної сцени, витримавши понад тисячу постановок.

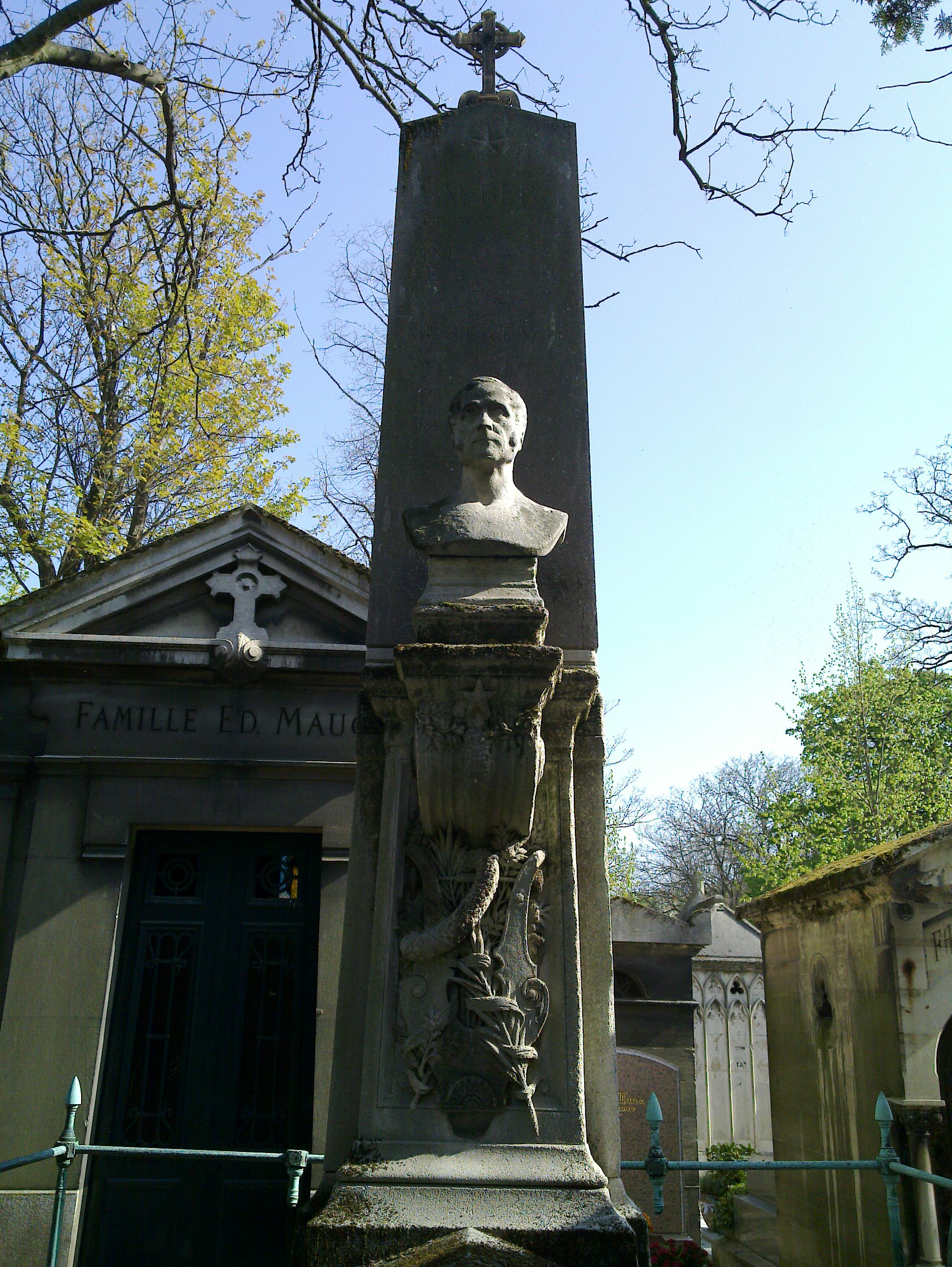
Могила на кладовищі Пер-Лашез

1842 року за указом короля Луї-Філіппа Обера було призначено на посаду директора Паризької консерваторії, яку до цього очолював Керубіні. 1825 року композитора нагороджено орденом Почесного легіону, а 1847 року він став його командором. 1857 року імператор Наполеон III призначив Обера на посаду придворного композитора.
Останній тріумф композитора відбувся наприкінці 1860-х. 15 лютого 1868 року в «Opera Comique» з успіхом пройшла прем'єра його опери «Перший день щастя» (фр. «Le premier jour de bonheur»).

### Смерть
Облогу Парижа наприкінці французько-прусської війни 1870—1871 років композитор зустрів у своєму старому будинку в Парижі, але, не переживши часів Паризької комуни, помер від серцевого нападу 13 травня 1871 року. 1877 року на кладовищі Пер-Лашез на могилі Обера було встановлено пам'ятник.
У наш час його ім'ям названо одну з вулиць, що веде до Паризької опери, а також одну з найближчих до неї станцій метро.

## Опери
| - L'erreur d'un moment (1805, Salle Doyen, Париж) - Jean de Couvin (Вересень 1812, Château de Chi травня, Belgium) - Le séjour militaire (27 лютого 1813, Opéra Comique, Париж) - Le testament et les billets-doux (18 вересня 1819, Opéra Comique, Париж) - Le bergère châtelaine (27 січня 1820, Opéra Comique, Париж) - Emma, ou La promesse imprudente (7 липня 1821, Opéra Comique, Париж) - Leicester, ou Le château de Kenilworth (25 січня 1823, Opéra Comique, Париж) - La neige, ou Le nouvel Éginard (8 жовтня 1823, Opéra Comique, Париж) - Vendôme en Espagne (5 грудня 1823, Théâtre de l'Opéra, Париж) - Les trois genres (27 квітня 1824, Théâtre Odéon, Париж) - Le concert à la cour, ou La débutante (3 червня 1824, Opéra Comique, Париж) - Léocadie (4 листопада 1824, Opéra Comique, Париж) - Le maçon (3 травня 1825, Opéra Comique, Париж) - Le timide, ou Le nouveau séducteur (30 травня 1826, Opéra Comique, Париж) - Fiorella (28 листопада 1826, Opéra Comique, Париж) - La muette de Portici [Masaniello] (29 лютого 1828, Théâtre de l'Opéra, Париж) - La fiancée (10 січня 1829, Opéra Comique, Париж) - Fra Diavolo, ou L'hôtellerie de Terracine (28 січня 1830, Opéra Comique, Париж) - Le dieu et la bayadère, ou La courtisane amoureuse (13 жовтня 1830, Théâtre de l'Opéra, Париж) - Le philtre (20 червня 1831, Théâtre de l'Opéra, Париж) - La Marquise de Brinvilliers (31 жовтня 1831, Théâtre de l'Opéra, Париж) - Le serment, ou Les faux-monnayeurs (1 жовтня 1832, Théâtre de l'Opéra, Париж) | - Gustave III, ou Le bal masqué (27 лютого 1833, Théâtre de l'Opéra, Париж) - Lestocq, ou L'intrigue et l'amour (24 травня 1834, Opéra Comique, Париж) - Le cheval de bronze (23 березня 1835, Opéra Comique, Париж) - Actéon (23 січня 1836, Opéra Comique, Париж) - Les chaperons blancs (9 квітня 1836 Opéra Comique, Париж) - L' ambassadrice (21 грудня 1836, Opéra Comique, Париж) - Le domino noir (2 грудня 1837, Opéra Comique, Париж) - Le lac des fées (1 квітня 1839, Théâtre de l'Opéra, Париж) - Zanetta, ou Jouer avec le feu (18 травня 1840, Opéra Comique, Париж) - Les diamants de la couronne (6 березня 1841, Opéra Comique, Париж) - Le Duc d'Olonne (4 лютого 1842, Opéra Comique, Париж) - La part du diable (16 січня 1843, Opéra Comique, Париж) - La sirène (26 березня 1844, Opéra Comique, Париж) - La barcarolle, ou L'amour et la musique (22 квітня 1845, Opéra Comique, Париж) - Les premiers pas (15 листопада 1847, Opéra national, Париж) - Haydée, ou Le secret (28 грудня 1847, Opéra Comique, Париж) - L'enfant prodigue (6 грудня 1850, Théâtre de l'Opéra, Париж) - Zerline, ou La corbeille d'oranges (16 травня 1851, Théâtre de l'Opéra, Париж) - Marco Spada (21 грудня 1852, Opéra Comique, Париж) - Jenny Bell (2 червня 1855, Opéra Comique, Париж) - Manon Lescaut (23 лютого 1856, Opéra Comique, Париж) - La circassienne (2 лютого 1861, Opéra Comique, Париж) - La fiancée du Roi de Garbe (11 січня 1864, Opéra Comique, Париж) - Le premier jour de bonheur (15 лютого 1868, Opéra Comique, Париж) - Rêve d'amour (20 грудня 1869, Opéra Comique, Париж) |